# The Juniors Story
The Juniors Story è il primo album dei The Juniors, pubblicato dalla City Record nel 1971.

## Tracce
1. I Like Give That A Way
2. Come un anno fa
3. Cos'è l'amore
4. Sweet
5. If You Never Speak
6. I Don't Know
7. Oltre l'orizzonte
8. Rose di legno
9. Break of Lease
10. Buona notte a chi